# Centro della Terra
Con il termine centro della Terra ci si può riferire a concetti differenti, come il centro geometrico dell'ellissoide terrestre, approssimato a sfera, il nucleo terrestre, o semplicemente ciò che si trova sotto il manto terrestre.

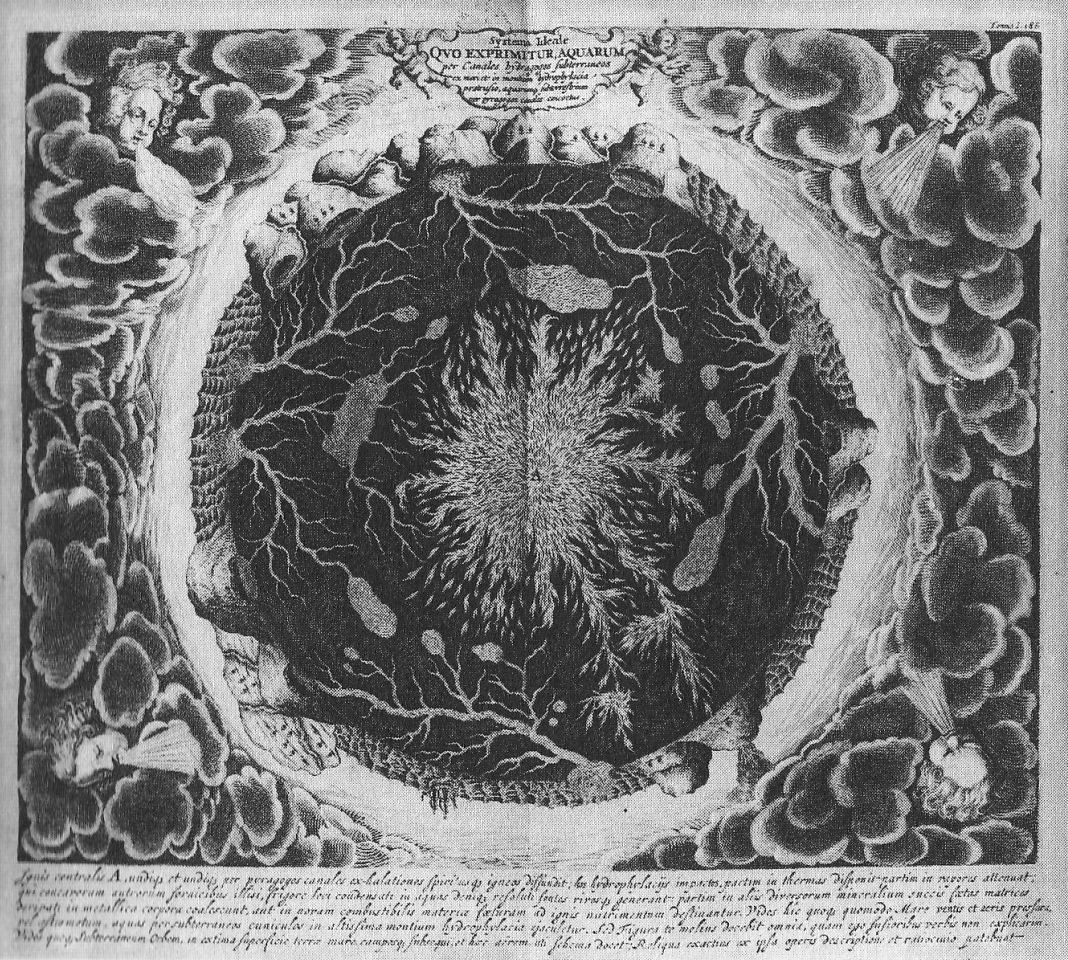
Illustrazione di Athanasius Kircher da Mundus Subterraneus (1664), che raffigura una palla di fuoco al centro della Terra.

## Teorie nella storia
Per gli antichi, l'interno della terra non era molto diverso da come lo rappresenta Lucrezio nel De rerum natura, nel quale si afferma che "la Terra è piena dappertutto di caverne dove soffiano i venti".
L'idea di una Terra cava è rimasta di stampo più letterario che scientifico, sfruttata da autori di viaggi immaginari, come Ludvig Holberg, nel suo Il viaggio sotterraneo di Niels Klim (Nicolai Klimii Iter Subterraneum), scritto nel 1741.
Per greci e romani l'idea era che ci fossero gli Inferi ("che sta sotto"), che ospitavano i morti quali che fossero i loro meriti. Gli Inferi dell'Ade non avevano alcun rapporto con le fucine di Vulcano, però vi si poteva accedere da vulcani spenti, come il lago Averno, lago appunto vulcanico. Inoltre il Tartaro era uno spazio bruciato da fuoco intenso, dove i cattivi subivano il loro supplizio.
Se per gli Ebrei lo Sheol non aveva tale carattere, è vero anche che, come Gesù cita, la Geenna, luogo dove si bruciavano le immondizie, veniva spesso associata a un luogo metaforico in cui si punivano i peccati. Tuttavia l'idea che il fuoco infernale abbia la sede nelle regioni centrali della Terra non è sempre stata accettata né codificata: Dante Alighieri nell'Inferno, per esempio, osserva Lucifero imprigionato nel ghiaccio.
Per Athanasius Kircher al centro della Terra vi è il fuoco, non metaforico, dell'Inferno, che alimenta i vulcani. Jeremy Swinden (m. circa 1720) concepisce l'Inferno al di fuori del centro della Terra, poiché non vi sarebbe tutto il posto necessario per gli innumerevoli dannati, come già Tommaso d'Aquino dal par suo.

## Solidismo e fluidismo
A lungo il dilemma riguardava come questo fuoco potesse alimentarsi, data l'ovvia mancanza di ossigeno nelle viscere della Terra. Ma già nell'Encyclopédie di Diderot si argomenta che più che fuoco, si poteva considerare la presenza di materiale incandescente, costituito da "materie grasse, sulfuree e oleaginose".
L'opposizione a questo punto era tra solidisti e fluidisti. Cartesio avanza l'ipotesi che il nucleo sia fluido con una seconda regione mantellare solida e compatta. Buffon, invece, ipotizza un nucleo di "materiale vetrificato" omogeneo. Leibniz accetta le tesi di Cartesio sull'origine della Terra da una stella che si è raffreddata, ma il nucleo è ormai già freddo e solido e vetrificato. La contrapposizione tra nucleo solido e fluido viene ricostruita nel Viaggio al centro della Terra (1864), romanzo di Jules Verne, dove viene descritta la diatriba tra il capo della spedizione, il professor Lidenbrock, un solidista, e il nipote Alex, un fluidista.
Thomas Burnet (1635-1715) aggiunge un importante concetto: i materiali più pesanti, per gravità, tenderebbero a discendere verso il centro, mentre il resto galleggerebbe sopra. Questo materiale verrebbe quindi compresso dal peso del mantello, indurendosi a poco a poco. Numerosi aspetti son stati poi considerati, venendo infatti in aiuto le diverse scoperte nei diversi ambiti della scienza, come per esempio la teoria di Fourier sulla conduzione termica.
Un altro concetto che si riteneva fondamentale nel discernimento del problema era l'influenza della Luna sulle maree: se il nucleo fosse liquido, la crosta terrestre ne risentirebbe, ipotizza Ampère, ma, constatava Bourlot che l'azione esercitata contemporaneamente sui due mari, oceanico e ipogeo, non renderebbe percettibile il fenomeno delle maree oceaniche. La crosta terrestre quindi potrebbe avere semplicemente uno spessore adeguato, cosa ipotizzata precedentemente da Hopkins (vedi più sotto).
La teoria fluidista era apparentemente confermata anche per l'osservazione del materiale fuso eruttato dai vulcani: David Forbes ribadisce questo aspetto, e ancora oggi si parla impropriamente della deriva dei continenti come di "zolle che galleggiano sul mantello".
Il solidista Poisson, riprendendo Burnet, giustamente ricorda come la pressione al centro della Terra possa alzare il punto di fusione dei materiali, e che quindi il nucleo è solido, e che tale solidificazione sia iniziata per l'aumentata pressione, piuttosto che per un raffreddamento.
La strada era quella giusta, sebbene non mancassero prolusioni, anche di autorevoli personaggi, che oggi si possono considerare azzardate: Lord Kelvin non solo negava la natura fluida del nucleo, ma anche le alte temperature. e Svante Arrhenius, premio Nobel per la chimica, ipotizzava un nucleo gassoso, riprendendo Benjamin Franklin.

## Teorie moderne
William Hopkins propone una teoria in anticipo sui tempi, considerando che la solidificazione in superficie sia avvenuta per raffreddamento, mentre al centro per aumento della pressione. Hopkins inoltre fa valutazioni anche astronomiche, considerando un globo solo solido in rotazione e confrontandolo con i movimenti di precessione e nutazione della Terra. Ne dedusse che la sfera terrestre si comporta come un solido rigido, sebbene non si possa escludere un nucleo fluido al di sotto di una crosta spessa almeno un quinto del raggio terrestre. Risultava inoltre impossibile che i vulcani si alimentassero direttamente dal nucleo terrestre.
Charles-Eugène Delaunay invece, pensava che si potesse trovare una conciliazione tra solidisti e fluidisti concependo un materiale fluido molto viscoso.
È comunque grazie alla sismologia che si arriva ai modelli attuali. Ernst von Rebeur-Paschwitz aveva proposto che le onde sismiche di un terremoto in Giappone nel 1889 avessero attraversato il globo e fatto oscillare il suo pendolo. Oldham, che si considera il padre della scoperta il nucleo terrestre, osservò che le onde sismiche secondarie arrivano con notevole ritardo, segno che passano un materiale più refrattario alla trasmissione ondulatoria. Oldham non si volle però sbilanciare su che tipo di materiale potesse comporre il nucleo, né sotto quale stato si presentasse.
Emil Wiechert propose nel 1896 un modello quantitativo bilaminale della struttura interna della Terra che presupponeva un nucleo in ferro, desunto dall'osservazione dei meteoriti. Lo studio del centro della Terra infatti andava di pari passo con lo studio della storia della sua formazione. In questo senso l'ipotesi più accreditata è l'accrezione di planetesimi, corpi stellari più piccoli di un pianeta.
Il suo allievo Beno Gutenberg dimostrò una discontinuità netta tra mantello e nucleo posta a 2900 km dalla superficie terrestre. Da ciò dedusse che il nucleo fosse solido, ma, grazie a Harold Jeffreys, che osservò maree terrestri e dati sismologici, e Inge Lehmann, sismologa danese, si arrivò al concetto attuale di doppio nucleo, con una parte fluida esterna e una solida interna. Tale discontinuità veniva posta dalla Lehmann a circa 5000 km dalla superficie.